# میشل دو لوسپیتال
میشل دو لوسپیتال (به فرانسوی: Michel de L'Hospital) نویسنده و حقوقدان قرن شانزدهم میلادی اهل فرانسه است.